# Katovice (stacja kolejowa)
Katovice – stacja kolejowa w miejscowości Katovice, w kraju południowoczeskim, w Czechach. Znajduje się na linii 190 Pilzno - Czeskie Budziejowice, na wysokości 410 m n.p.m..  

## Linie kolejowe
- 190: Pilzno – Czeskie Budziejowice